# Зубочистка Друга
Зубочи́стка Друга (рос. Зубочистка Вторая) — село у складі Переволоцького району Оренбурзької області, Росія.
Стара назва — Зубочистенський 2-й.

## Населення
Населення — 778 осіб (2010; 782 у 2002).
Національний склад (станом на 2002 рік):
- татари — 94 %